# The best of Caravan Live
The best of Caravan Live  is het veertiende album van de Britse progressieve rockband Caravan. The Best of Caravan Live is een opname van een concert dat op 1 september 1974 door Caravan gegeven is in de Fairfield Hall, in Croydon (Engeland).
Het album is alleen in Frankrijk uitgebracht.
Het album is in 2002 opnieuw uitgebracht, op CD, onder de titel "Live at the Fairfield Halls, 1974".

## Tracklist
1. Introduction I
2. Memory Lain, Hugh
3. Head Loss
4. Virgin on the Ridiculous
5. Be All Right
6. The Love in Your Eye
7. Hoedown
8. L'Auberge du Sanglier
9. A Hunting We Shall Go
10. Pengola
11. Backwards
12. Hunting (Reprise)
13. The Dog, the Dog He's at It Again
14. For Richard